# Seli (Tallinn)

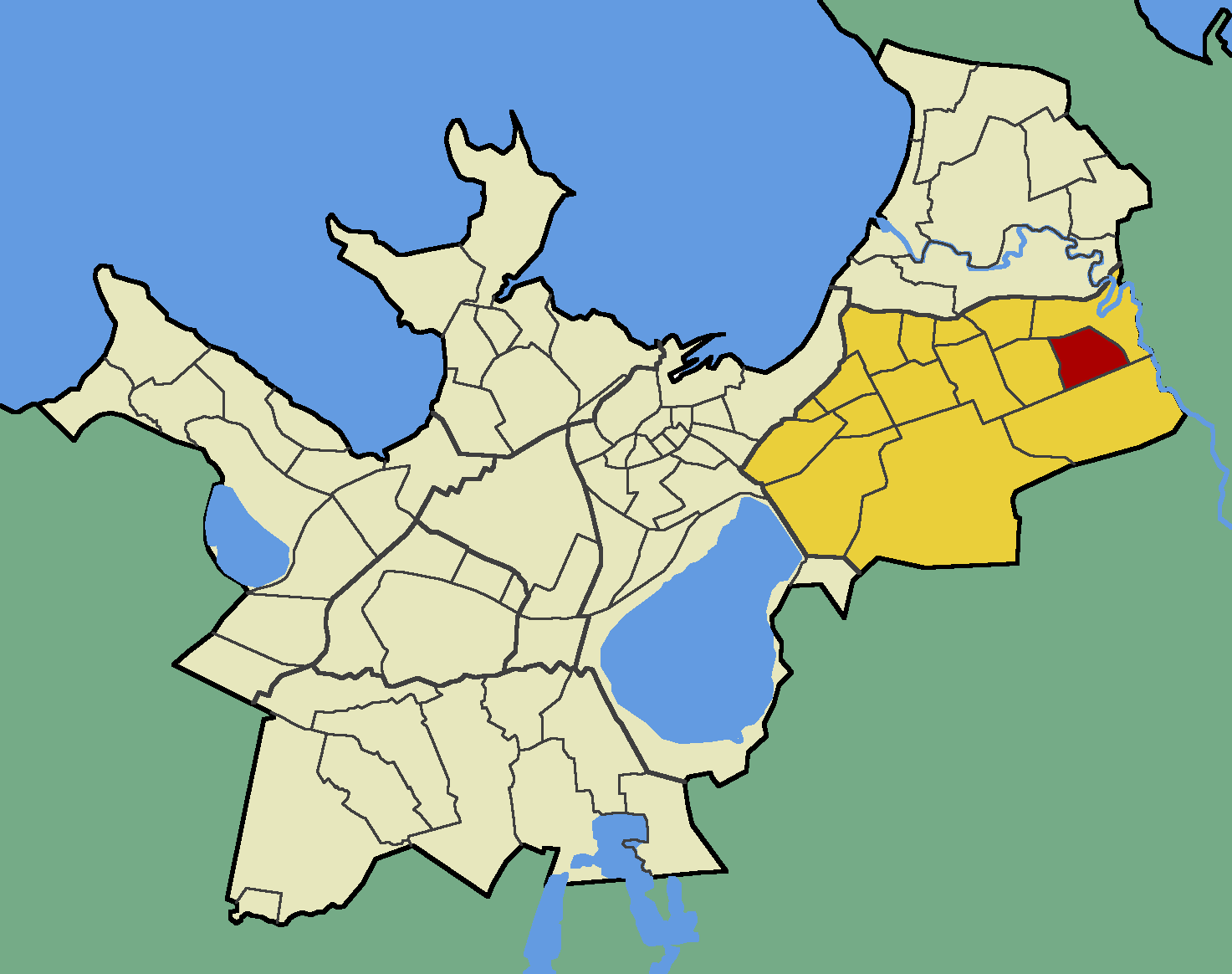
Der Bezirk Seli (rot) im Tallinner Stadtteil Lasnamäe (gelb)

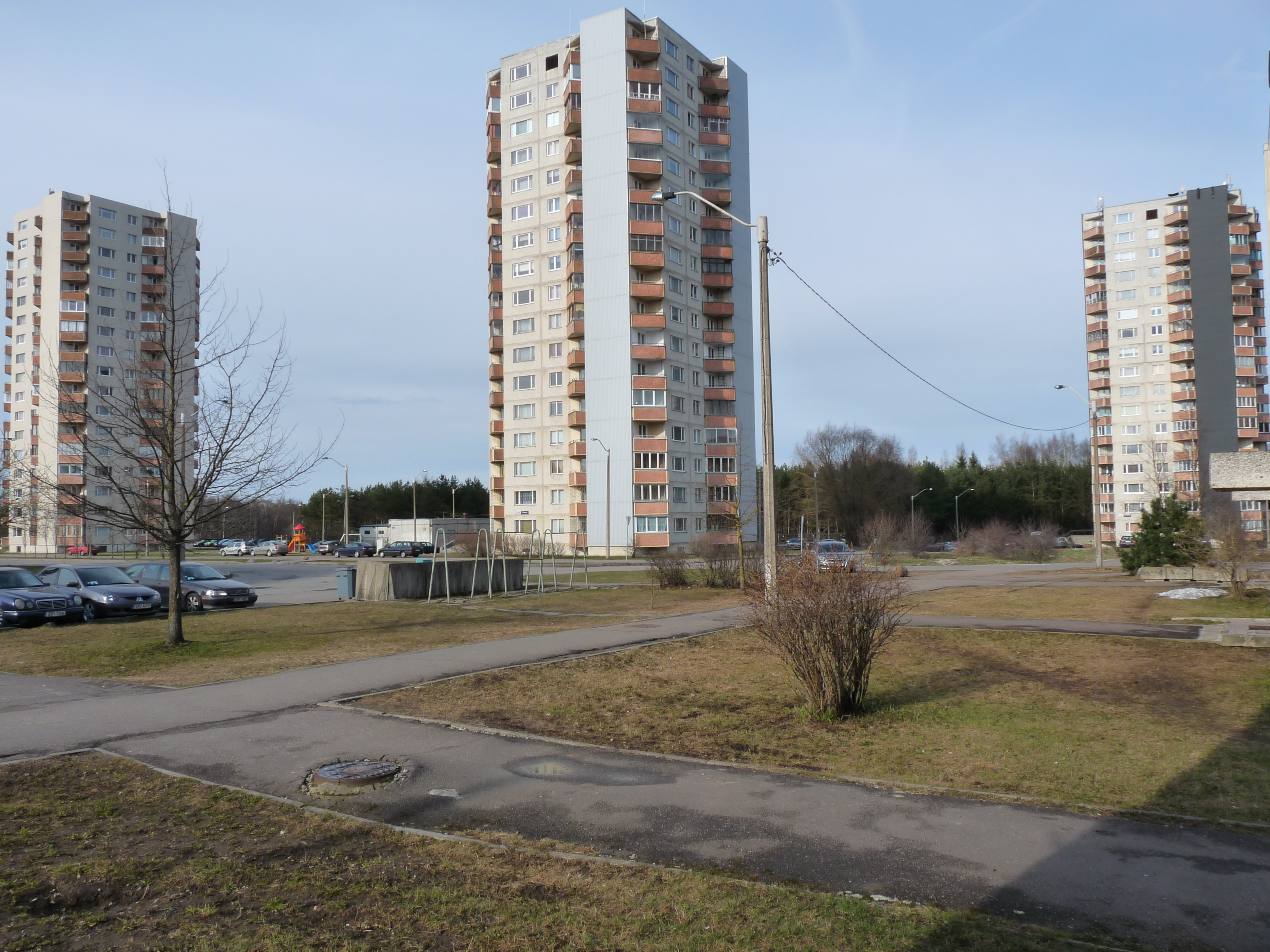
Hochhäuser in Seli

Seli ist ein Bezirk (estnisch asum) der estnischen Hauptstadt Tallinn. Er liegt im Stadtteil Lasnamäe (deutsch „Laaksberg“).

## Beschreibung
Der Stadtbezirk hat 13.152 Einwohner (Stand 1. Mai 2010). Er ist der östlichste der insgesamt sechzehn Bezirke Lasnamäes.
Der Bezirk wurde zu sowjetischer Zeit auch Lasnamäe V mikrorajoon bzw. Kallaku mikrorajoon genannt. Ihn dominieren Plattenbau-Hochhäuser im sowjetischen Stil. Sie wurden – wie ganz Lasnamäe – in den 1970er und 1980er Jahren aus dem Boden gestampft. Ziel war die massive Ansiedlung russischsprachiger Bürger aus anderen Teilen der Sowjetunion, für die moderner Wohnraum geschaffen werden sollte.
Östlich von Seli erstreckt sich das grüne Landschaftsschutzgebiet um den natürlichen Flusslauf des Pirita-Flusses (Pirita jõgi).